# Samoela Jaona Ranarivelo
Ranarivelo Samoela Jaona (* 25. Januar 1962) ist der anglikanische Bischof der madagassischen Diocese of Antananarivo. Er wurde am 29. Juni 2008 in der Kathedrale von Saint Laurent in Ambohimanoro geweiht. Er ist der vierte Bischof von Antananarivo.

## Leben
Ranarivelo erhielt seine Ausbildung an der Ecole Supérieure Polytechnique Antsiranana und Vontovorona. Später studierte er Theologie am Institut Supérieur de Théologie et de Philosophie à Madagascar, der heutigen Catholic University of Madagascar, in Ambatoroka. Weiterführende Studien in Philosophie führten ihn an die University of Toliara. 1995 wurde er zum Diakon geweiht und 1998 als anglikanischer Priester geweiht in der Cathédrale St Laurent. Er wirkte als Gemeindepfarrer in der Ankilifaly Anglican Church in Toliara, bevor er weitere theologische Studien an der University of KwaZulu-Natal in Pietermaritzburg, Südafrika, betrieb.
Gegenwärtig ist er Vorsitzender des Central Office der Eklesia Episkopaly Malagasy (Malagasy Episcopal Church), welche die anglikanischen Diözesen in Madagaskar vereint. Die Diözese von Antananarivo gehört zur Indian Ocean Province der anglikanischen Kirche.